# Михаил Бичков
Михаил Иванович Бичков (рус. Михаил Иванович Бычков; Љуберци, 22. мај 1926 — Москва, 17. мај 1997) био је совјетски фудбалер и хокејаш на леду и члан легендарне совјетске хокејашке репрезентације која је 1954. освојила прву титулу светских првака у историји. Године 1954. додељено му је почасно звање Заслужни мајстор спорта Совјетског Савеза, а исте године постао је чланом хокејашке куће славних Совјетског Савеза.
Спортску каријеру започиње као фудбалер у јуниорској екипи Сељмаш из родног Љубереца, док у сениорској конкуренцији дебитује 1948. у дресу Трактора из Стаљинграда (одиграо 24 утакмице). већ наредне сезоне прелази у московски Торпедо за који је играо све до 1954. године када је, након позива да игра за национални хокејашки тим и званично престао активно да игра фудбал. Са екипом Торпеда освојио је два купа Совјетског Савеза — 1949. и 1952. године. Као фудбалер у националном првенству је одиграо укупно 159 утакмица (од чега 135 за Торпедо), а играо је на позицији одбрамбеног играча.
Паралелно са фудбалом у зимском делу године тренирао је хокеј на леду, а дебитантски наступ у тадашњем совјетском првенству остварио је 1949. године у дресу московског клуба Крила совјетов, екипе за коју је играо целу каријеру, све до 1962. године када је престао са активним играњем. Као хокејаш играо је на позицији крила, а у националном првенству одиграо је укупно 280 утакмица и постигао 208 голова. У клупској каријери освојио је титулу првака државе 1957. године, те 3 друга и 4 трећа места.
Дебитантски наступ у совјетској репрезентацији остварио је на пријатељској утакмици са Финском у Тампереу 29. јануара 1954. године. Месец дана касније на светском првенству у Стокхолму са репрезентацијом је освојио титулу светског првака. Са репрезентацијом је освојио још три медаље, сребро и бронзу на светским првенствима 1955. и 1960, те бронзу на Зимским олимпијским играма 1960. у Скво Валију. Наступ на ЗОИ 1960. био му је уједно и последњи у репрезентативној каријери (утакмица са Канадом 28. фебруара). За репрезентацију је одиграо укупно 42 утакмице и постигао 14 погодака.